# ماري روز كالاهان
ماري روز كالاهان (بالإنجليزية: Mary Rose Callaghan)‏ (23 يناير 1944)؛ كاتِبة وروائية أيرلندية.